# Maria Baïda
Pour l’article homonyme, voir Baïda.
Maria Karpovna Baïda (en russe : Мария Карповна Байда), née le 1er février 1922 à Voïnka en Crimée (URSS) et décédée à Sébastopol le 30 août 2002 est une militaire soviétique de la Grande Guerre patriotique. Alors qu'elle est entourée par les mitrailleurs de la Wehrmacht, elle combat avec son fusil tuant quinze soldats allemands et en blessant d'autres, mettant en déroute les autres militaires étant elle-même grièvement blessée. Pour ses exploits en temps de guerre, elle est distinguée par le titre de Héros de l'Union soviétique.

## Enfance
Maria Baïda, née en 1922 à Voïnka dans le Raïon de Krasnoperekopsk en Crimée, est élevée par ses grands-parents après le décès de ses parents durant son enfance. En 1936, elle quitte l'école sans avoir fini ses études. Elle travaille alors dans un sovkhoze, un hôpital puis dans une société coopérative du village de Voïnka. Après qu'une bombe eut détruit sa maison, elle part s'occuper des civils fuyant les combats à la gare.

## Carrière militaire
En 1941, elle rejoint l'Armée rouge et est placée en tant qu'infirmière au 3e bataillon du 514e régiment de fusilleurs, 172e division de combat sur le front de Ciscaucasie ; la même année, elle obtient le grade de sergent. En plus des premiers soins aux blessés, elle creuse des tranchées et capture des soldats ennemis pour les interroger. A l'automne 1941, elle est transférée dans un bataillon d'infanterie navale.

## Distinctions
- Héros de l'Union soviétique le 20 juin 1942 (médaille no 6183)[2]
- Ordre de Lénine le 20 juin 1942 (no 60709)
- Ordre de la Guerre patriotique
- Médaille pour la Défense de Sébastopol
- Ordre de Bogdan Khmelnitski
- Citoyenne honoraire de la ville de Sébastopol[3]